# Kozure ōkami: kowokashi udekashi tsukamatsuru
Kozure ōkami: kowokashi udekashi tsukamatsuru (子連れ狼 子を貸し腕貸しつかまつる?) è un film del 1972 diretto da Kenji Misumi e tratto dal manga Lone Wolf and Cub. Dato il grande successo in Giappone furono prodotti vari sequel.

## Trama
Ogami Itto è l'ex carnefice dello shogun caduto in disgrazia su opera del clan Yagyu divenuto rōnin. Viaggia errabondo insieme a suo figlio Daigoro, di tre anni, che porta in un passeggino.